# Miyamura Masashi
Masashi Miyamura (sinh ngày 18 tháng 2 năm 1969) là một cầu thủ bóng đá người Nhật Bản.

## Sự nghiệp câu lạc bộ
Masashi Miyamura đã từng chơi cho Yomiuri, Fujita Industries, Avispa Fukuoka và Mito HollyHock.